# Nanami Shiono
Nanami Shiono (塩野 七生; Tokyo, 7 luglio 1937) è una scrittrice e storica giapponese, nota per i suoi lavori sull'Italia, in particolare quelli che trattano dell'antica Roma e del Rinascimento.

## Biografia
Shiono è nata a Tokyo, il 7 luglio 1937. Al liceo ha letto l'Iliade di Omero e ne è rimasta affascinata. Si è laureata in filosofia all'Università di Gakushuin. Durante gli anni scolastici, è stata profondamente coinvolta nell'attivismo studentesco, ma alla fine è rimasta delusa dal movimento. Shiono voleva frequentare la Waseda University, ma suo padre glielo ha negato.
Dal 1963 al 1968 ha vissuto in Italia, studiando da sola la lingua e la storia del paese. Durante questo periodo, ha anche viaggiato molto in Europa, Nord Africa e Medio Oriente. Al ritorno in Giappone nel 1968, iniziò a scrivere e pubblicare il suo primo libro, Runesansu no Onna-tachi ("Women of the Renaissance"), sulla rivista letteraria Chūo Kōron.
Nel 1970 pubblica il suo secondo lavoro Chēzare Borujia Aruiwa Yūganaru Reikoku ("Cesare Borgia the Elegant Tyrant"). Nello stesso anno sposa un medico italiano di origini siciliane e si trasferisce a Firenze. Hanno avuto un figlio, ma in seguito hanno divorziato. Si è trasferita a Roma nel 1993 e vive ancora lì.

## Il suo lavoro
I suoi primi lavori degli anni '70 contengono molti romanzi storici ambientati nell'Italia rinascimentale, tra cui anche Kami no Dairinin ("Deputati di Dio"). In seguito i suoi interessi si spostarono sulla storia di Venezia. Nel 1980 ha pubblicato Umi no Miyako no Monogatari ("Storia della città del mare"), l'opera che ha reso Shiono una figura nota.
Nel 1992 Shiono ha avviato un'opera monumentale sull'antica Roma, Roma-jin no Monogatari ("Storie di romani"). Ultimata nel 2006, è una collana in 15 volumi che ripercorre la storia della città e dell'Impero Romano.
Ha anche scritto molte opere di saggistica, principalmente saggi su argomenti storici, politici e/o culturali.

## Riconoscimenti
Sebbene i suoi primi lavori siano stati ben accolti in Giappone, è stato solo con la pubblicazione di Umi no Miyako no Monogatari che è diventata un'autrice di successo. Umi no Miyako no Monogatari divenne un fenomeno letterario negli anni '80, suscitando recensioni che paragonavano Venezia al Giappone e cercavano indizi sul futuro del Giappone nel suo libro. I suoi libri sono stati pubblicati per la prima volta in Corea nel 1995, e in quel paese Roma-jin no Monogatari è diventato rapidamente un bestseller (Roma-in Iyagi in coreano).
Shiono ha ricevuto il Mainichi Publishing Culture Award dal quotidiano Mainichi per Runesansu no Onna-tachi. Nel 1982, Umi no Miyako no Monogatari ha vinto il Suntory Literary Prize. Ha vinto il Kikuchi Kan Prize l'anno successivo. Per Roma-jin no Monogatari le è stato conferito il Premio letterario Shincho. Ha ricevuto il Premio Shiba Ryotaro nel 1999 e nel 2002 il governo italiano le ha conferito l'Ordine al Merito Grande Ufficiale per aver introdotto la storia e la cultura italiana in Giappone.
In Giappone, le opinioni sul lavoro di Shiono sono divise. Le sue opere sono state elogiate per la loro portata storica, ma sono state anche definite rappresentazioni semplificate di momenti della storia che erano in realtà sfaccettati e complicati. Gli storici professionisti tendono a criticare le sue opere per la loro mancanza di riferimenti e obiettività. Le sue interpretazioni della storia dell'antica Grecia sono state contestate e alcuni critici si oppongono a quelle che vedono come tendenze politiche di destra.

## Opere

### Opere sul Rinascimento
- Runesansu no Onna-tachi ("Donne del Rinascimento") 1968
- Chēzare Borujia Aruiwa Yūganaru Reikoku ("Cesare Borgia l'elegante tiranno") 1970
- Umi no Miyako no Monogatari ("Storia della città del mare") 1980
- Kami no Dairinin ("Deputati di Dio") 1972
- Waga Tomo Makiavetri ("Il mio amico Machiavelli") 1987
- Roma-jin no Monogatari ("Res Gestae Populi Romani: Storie dei Romani") 1992-2006
- Roma wa Ichinichi ni shite Narazu ("Roma non fu costruita in un giorno") 1992
- Hannibaru Senki ("Bellum Hannibalicum: La guerra di Annibale") 1993
- Shōsha no Konmei ("Bellorum Civilium: Il tumulto del vincitore") 1994
- Yuriusu Kaesaru, Rubikon Izen ("C. Iulius Caesar Ante Rubiconem: Giulio Cesare, Prima di attraversare il Rubicone") 1995
- Yuriusu Kaesaru, Rubikon Igo ("C. Iulius Caesar Post Rubiconem: Giulio Cesare, Dopo aver attraversato il Rubicone) 1996
- Pakkusu Romana ("Pax Romana") 1997
- Akumei Takaki Kōtei-tachi ("Imperatores Malæ Famæ: Gli imperatori infami") 1998
- Kiki to Kokufuku ("Crisis Et Ab Ea Exitus: Crisis and Vanquishment") 1999
- Kentei no Seiki ("Sæculum Aureum: Il secolo dei buoni imperatori") 2000
- Subete no Michi wa Rōma ni Tsūzu ("Omniæ Viæ Quæ Ad Romam Duxerunt: Tutte le strade portano a Roma") 2001
- Owari no Hajimari ("Finis Principium: Inizio della catastrofe") 2002
- Meisō Suru Teikoku ("Tertii Sæculi Crisis: The Empire in Chaos") 2003
- Saigo no Doryoku ("De Ultimis Laboribus: L'ultima fatica") 2004
- Kirisuto no Shōri ("De Christi Victoria: La vittoria di Cristo") 2005
- Rōma Sekai no Shūen ("Romani Mundi Finis: La fine del mondo romano") 2006

### Romanzi

#### La trilogia del Mediterraneo orientale
- Konstantinōpuru no Kanraku ("La caduta di Costantinopoli") 1983
- The Fall of Constantinople tradotto in inglese da Kerim Yasar,  Vertical Inc., 2005
- Rōdosu-to Kōbō-ki ("Il resoconto della battaglia di Rodi") 1985
- L'assedio di Rodi tradotto in inglese da Carolyn L. Temporelli, Wilburn Hansen e Steven Wills, Vertical Inc., 2006
- Repanto no Kaisen ("La battaglia di Lepanto") (1987),

tradotta in inglese da Carolyn L. Temporelli, Steven M. Bryan e Wilburn Hansen, Vertical Inc., 2007

#### Le storie di tre città
- Hiiro no Venezia ("Venezia cremisi") 1987
- Giniro no Firenze ("Firenze d'argento") 1989
- Oōgon no Roma ("Roma in oro") 1990

### Saggi
- Minoranza silenziosa 1993
- Otoko-tachi E ("Agli uomini") 1989
- Futatabi Otoko-tachi E ("To Men Again") 1994
- Itaria Kara no Tegami ("Lettere dall'Italia") 1972
- Itaria Ibun ("Strani racconti dall'Italia") 1979
- (insieme a Hiroyuki Itsuki) Futari no Gogo ("Conversazione pomeridiana tra due adulti") 1998